# 漢諾威 (緬因州)
沃特福德（英語：Hanover）是一個位於美國緬因州牛津縣的鎮。

## 人口
根據2020年美國人口普查的數據，沃特福德的面積為19.58平方千米，當中陸地面積為18.23平方千米，而水域面積為1.35平方千米。當地共有人口286人，而人口密度為每平方千米15人。